# 杨诚 (1964年)
杨诚（1964年12月—），湖南邵阳人，中国人民解放军中将。
杨诚长期在原兰州军区服役，曾担任阿里军分区政委。2014年3月，任兰州军区联勤部副政委。2015年3月，调任陆军第21集团军副政委。2017年3月，升任新调整组建的陆军第73集团军政委。2018年2月24日，当选为第十三届全国人大代表。2020年7月，升任武警部队副政委。2020年12月，改任新疆军区政治委员。2021年6月任中共新疆党委常委。
2015年7月，晋升少将军衔。2020年7月，晋升武警中将警衔。